# Janiópolis

Janiópolis este un oraș în Paraná (PR), Brazilia.